# 稲本潤一
稲本 潤一（いなもと じゅんいち、1979年9月18日 - ）は、鹿児島県姶良郡湧水町生まれ、大阪府堺市出身の元プロサッカー選手。現役時代のポジションはミッドフィールダー、ディフェンダー。元日本代表。
2002年、2006年、2010年と3大会連続でFIFAワールドカップに出場。2002年大会では2得点を挙げ、日本代表初のベスト16に貢献。
妻はモデルの田中美保。

## 経歴
生後まもなく鹿児島県から大阪府に転居。6歳の時に堺市の青英学園幼稚園でサッカーボールに触れる。堺市立深井西小学校へ入学するも同校のサッカー部は5年生からであったため、稲本の才能を惜しんだ周囲が青英学園SCに参加出来るよう取り計らった。周囲の勧めもあり「プロになる近道」との理由でガンバ大阪ジュニアユースに加入、当時の指導者であった上野山信行によりボランチにコンバート。

### ガンバ大阪時代
向陽台高等学校に在籍。1997年、ガンバ大阪の下部組織からトップチームであるガンバ大阪に昇格し、当時最年少の17歳6か月でJリーグ初出場。17歳7か月でJリーグ初得点。
1999年、FIFAワールドユースで準優勝を果たし、シドニーオリンピック・サッカー日本代表、A代表にも招集されてアジアカップやコンフェデレーションズカップに出場。

### 海外時代
2001年、以前Jリーグで監督をしていたアーセン・ベンゲルに見込まれて、イングランドプレミアリーグのアーセナルFCに期限付き移籍。
2002年、日韓W杯代表に選出され、W杯初出場。第1戦のベルギー戦では一時逆転となったゴールを決めて日本のW杯初勝ち点に貢献。第2戦のロシア戦では決勝点を決め、日本のW杯初勝利、決勝トーナメント進出に貢献した。
W杯後、出場機会を求めてプレミアリーグのフラムFCに期限付き移籍した。この年はW杯での活躍などからバロンドールにノミネートされた（日本人としては中田英寿に次ぎ2人目）。UEFAカップ出場権を争うインタートトカップ決勝のボローニャFC戦で、欧州では日本人初のハットトリックを達成。リーグ戦でも当初は活躍したが、怪我もあって徐々に出場機会を失った。1度の期限付き期間延長を経て、2004年のイングランド戦で左足を骨折する重傷を負った事で交渉が決裂し解雇される。その後ウェスト・ブロムウィッチ・アルビオン、カーディフ・シティに期限付き移籍する。
2006年6月、ドイツW杯に招集される。第2戦のクロアチア戦の後半に途中出場。第3戦のブラジル戦、稲本からの左サイドへのグラウンダーのパスによるサイドチェンジは玉田圭司のゴールの起点となった。チームは2敗1分でグループリーグ突破はならなかった。2006-07シーズンはトルコ1部リーグのガラタサライSKに移籍。UEFAチャンピオンズリーグ本大会に出場し、1得点を記録する。2007-08シーズンも残留する予定であったが、監督退任に伴い、退団。
2007年5月、同期の高原直泰が当時所属していたドイツのブンデスリーガ、アイントラハト・フランクフルトへ2年契約で移籍。移籍会見翌日にキリンカップのための日本代表合宿に合流し、オシムジャパン初招集となる。2009年6月、フランス1部リーグのスタッド・レンヌに移籍。2009年9月9日の親善試合・ガーナ戦では岡崎慎司の同点ゴールをアシストし、自身6年半ぶりの代表での得点となる決勝点を挙げる活躍を見せた。レンヌでは当初は出番があったが、若手の台頭もあり、出場機会に恵まれずベンチを暖める日が続いた。翌年の南アフリカW杯を視野に国内復帰を模索していたところ、2010年1月12日、レンヌより川崎フロンターレへの完全移籍が発表された。

### 川崎フロンターレ時代
Jリーグ復帰を受け、日本代表の岡田武史監督より2010年の1月25日から行われた代表合宿に追加招集され、また東アジア選手権にも出場した。2010年5月には南アフリカW杯の日本代表メンバーに選出され、自身3度目のW杯出場となった。本大会ではグループリーグでのカメルーン戦とデンマーク戦に途中出場した。
2012年のシーズン途中に風間八宏が監督に就任してから、ボールポゼッションを重視する同監督の戦術もあり、本職のボランチ以外にもセンターバックとして起用された（4月28日J1第8節広島戦）。公式戦起用はこの1試合のみで、その後はボランチに戻ったが、2014年より本格的にセンターバックに挑戦することになり、ポジションも正式にDF登録となった。12月4日に契約満了が発表された。

### 北海道コンサドーレ札幌時代
12月20日、北海道コンサドーレ札幌へ完全移籍することが発表された。2015年シーズンはレギュラーで活躍するも無得点でシーズンを終える。
2016年4月23日に行われたセレッソ大阪戦で移籍後初ゴールを挙げた。2014年に川崎時代に挙げてから748日ぶりの得点となった。しかし、6月4日に行われたジェフユナイテッド千葉戦に先発出場した際に右ひざ前十字じん帯断裂で負傷交代。全治8カ月の大怪我となった。
2017年9月23日に行われたアルビレックス新潟戦で476日ぶりの公式戦復帰を果たした。
2018年シーズンは、昨季リーグ11位だったチームが4位でリーグ戦を終えるなどチームが躍進する中でなかなか試合に絡めず、シーズン終了後に契約満了が発表された。

### SC相模原時代
2019年1月23日、J3・SC相模原に完全移籍することが発表された。6月15日、第12節のガンバ大阪U-23戦で移籍後初ゴールを決めた。この得点でJ3リーグ戦最年長得点記録を39歳8か月28日に更新した。2021年シーズン終了後に契約満了し退団。

### 南葛SC時代
2022年1月18日、関東サッカーリーグ1部・南葛SCへの移籍が発表された。
2023年11月30日、来季からのコーチ兼任を発表。
2024年12月4日、現役引退を発表。「指導者としてA級、S級とライセンスを取得していきたい。最終的には監督になりたいなと思っています。」と意向を表明した。

### 指導者として
2025年より川崎フロンターレ育成部コーチに就任。

## エピソード
- MOTTO-MOTTO INAMOTO - ユーロビートレーベルHI-NRG ATTACK（ハイエナジーアタック）のフランツトルナード&バズーカガール「カバレロ・ウィズ・ソンブレロ」を使った稲本応援歌がある。「SUPER EUROBEAT VOL.159」などに収録。
- 親交がある人物にTAKUYA、恩田祐一[18]、SHOGO（175R）などがいる。ガンバユースの後輩であり川崎ではチームメイトとなった井川祐輔と親しい。
- 2012年12月15日、自身のウェブサイト上のブログで田中美保との結婚を報告した[19]。
- 2013年2月に大手芸能プロダクションのホリプロとマネージメント契約を結んだ[20]。
- FC TIAMO枚方の創設者の一人でもあり、同時にオーナーも兼任する（当時の他の創設者兼オーナーは新井場徹と播戸竜二）。しかし、選手活動に専念するために後にオーナー職を辞退した。

## 所属クラブ
- 青英学園SC（堺市立深井西小学校）
- 1992年 - 1994年  ガンバ大阪ジュニアユース（堺市立上野芝中学校）
- 1995年 - 1997年  ガンバ大阪ユース（堺上高校→向陽台高校）
- 1997年 - 2004年  ガンバ大阪
  - 2001年 - 2002年  アーセナルFC (期限付き移籍)
  - 2002年 - 2004年  フラムFC (期限付き移籍)
- 2004年 - 2006年  ウェスト・ブロムウィッチ・アルビオン
  - 2004年 - 2005年  カーディフ・シティ (期限付き移籍)
- 2006年 - 2007年  ガラタサライ
- 2007年 - 2009年  アイントラハト・フランクフルト
- 2009年 - 2010年  スタッド・レンヌ
- 2010年 - 2014年  川崎フロンターレ
- 2015年 - 2018年  コンサドーレ札幌
- 2019年 - 2021年  SC相模原
- 2022年 - 2024年  南葛SC

## 個人成績
| 国内大会個人成績 | 国内大会個人成績 | 国内大会個人成績 | 国内大会個人成績 | 国内大会個人成績 | 国内大会個人成績 | 国内大会個人成績 | 国内大会個人成績 | 国内大会個人成績 | 国内大会個人成績 | 国内大会個人成績 | 国内大会個人成績 |
| 年度             | クラブ           | 背番号           | リーグ           | リーグ戦         | リーグ戦         | リーグ杯         | リーグ杯         | オープン杯       | オープン杯       | 期間通算         | 期間通算         |
| 年度             | クラブ           | 背番号           | リーグ           | 出場             | 得点             | 出場             | 得点             | 出場             | 得点             | 出場             | 得点             |
| 日本             | 日本             | 日本             | 日本             | リーグ戦         | リーグ戦         | リーグ杯         | リーグ杯         | 天皇杯           | 天皇杯           | 期間通算         | 期間通算         |
| ---------------- | ---------------- | ---------------- | ---------------- | ---------------- | ---------------- | ---------------- | ---------------- | ---------------- | ---------------- | ---------------- | ---------------- |
| 1997             | G大阪            | 29               | J                | 27               | 3                | 6                | 0                | 3                | 0                | 36               | 3                |
| 1998             | G大阪            | 6                | J                | 28               | 6                | 4                | 0                | 1                | 0                | 33               | 6                |
| 1999             | G大阪            | 6                | J1               | 22               | 1                | 0                | 0                | 2                | 0                | 24               | 1                |
| 2000             | G大阪            | 6                | J1               | 28               | 4                | 4                | 1                | 2                | 0                | 34               | 5                |
| 2001             | G大阪            | 6                | J1               | 13               | 2                | 3                | 0                | -                | -                | 16               | 2                |
| イングランド     | イングランド     | イングランド     | イングランド     | リーグ戦         | リーグ戦         | FLカップ         | FLカップ         | FAカップ         | FAカップ         | 期間通算         | 期間通算         |
| 2001-02          | アーセナル       | 19               | プレミア         | 0                | 0                | 2                | 0                | -                | -                | 2                | 0                |
| 2002-03          | フラム           | 6                | プレミア         | 19               | 2                | 2                | 0                | 2                | 0                | 23               | 2                |
| 2003-04          | フラム           | 6                | プレミア         | 22               | 2                | 1                | 0                | 2                | 1                | 25               | 3                |
| 2004-05          | WBA              | 33               | プレミア         | 3                | 0                | -                | -                | -                | -                | 3                | 0                |
| 2004-05          | カーディフ       | 26               | FLC              | 14               | 0                | -                | -                | 2                | 0                | 16               | 0                |
| 2005-06          | WBA              | 33               | プレミア         | 22               | 0                | 2                | 1                | 2                | 0                | 26               | 1                |
| 2006-07          | WBA              | 33               | FLC              | 3                | 0                | -                | -                | -                | -                | 3                | 0                |
| トルコ           | トルコ           | トルコ           | トルコ           | リーグ戦         | リーグ戦         | トルコ杯         | トルコ杯         | オープン杯       | オープン杯       | 期間通算         | 期間通算         |
| 2006-07          | ガラタサライ     | 23               | スュペル・リグ   | 25               | 0                | 3                | 0                | -                | -                | 28               | 0                |
| ドイツ           | ドイツ           | ドイツ           | ドイツ           | リーグ戦         | リーグ戦         | リーグ杯         | リーグ杯         | DFBポカール      | DFBポカール      | 期間通算         | 期間通算         |
| 2007-08          | フランクフルト   | 20               | ブンデス1部      | 24               | 0                | -                | -                | 2                | 0                | 26               | 0                |
| 2008-09          | フランクフルト   | 20               | ブンデス1部      | 19               | 0                | -                | -                | 1                | 0                | 20               | 0                |
| フランス         | フランス         | フランス         | フランス         | リーグ戦         | リーグ戦         | F・リーグ杯      | F・リーグ杯      | フランス杯       | フランス杯       | 期間通算         | 期間通算         |
| 2009-10          | レンヌ           | 6                | リーグ・アン     | 5                | 0                | 0                | 0                | 0                | 0                | 5                | 0                |
| 日本             | 日本             | 日本             | 日本             | リーグ戦         | リーグ戦         | リーグ杯         | リーグ杯         | 天皇杯           | 天皇杯           | 期間通算         | 期間通算         |
| 2010             | 川崎             | 20               | J1               | 28               | 0                | 4                | 0                | 2                | 0                | 34               | 0                |
| 2011             | 川崎             | 20               | J1               | 12               | 2                | 1                | 0                | 1                | 0                | 14               | 2                |
| 2012             | 川崎             | 20               | J1               | 20               | 0                | 3                | 0                | 1                | 0                | 24               | 0                |
| 2013             | 川崎             | 20               | J1               | 25               | 0                | 10               | 0                | 3                | 0                | 38               | 0                |
| 2014             | 川崎             | 20               | J1               | 14               | 1                | 1                | 0                | 1                | 0                | 16               | 1                |
| 2015             | 札幌             | 17               | J2               | 31               | 0                | -                | -                | 1                | 0                | 32               | 0                |
| 2016             | 札幌             | 17               | J2               | 8                | 1                | -                | -                | 0                | 0                | 8                | 1                |
| 2017             | 札幌             | 17               | J1               | 6                | 0                | 0                | 0                | 0                | 0                | 6                | 0                |
| 2018             | 札幌             | 17               | J1               | 2                | 0                | 5                | 0                | 1                | 0                | 8                | 0                |
| 2019             | 相模原           | 6                | J3               | 9                | 1                | -                | -                | -                | -                | 9                | 1                |
| 2020             | 相模原           | 6                | J3               | 1                | 0                | -                | -                | -                | -                | 1                | 0                |
| 2021             | 相模原           | 6                | J2               | 9                | 0                | -                | -                | 2                | 0                | 11               | 0                |
| 2022             | 南葛             | 8                | 関東1部          | 2                | 0                | -                | -                | -                | -                | 2                | 0                |
| 2023             | 南葛             | 8                | 関東1部          | 6                | 1                | -                | -                | -                | -                | 6                | 1                |
| 2024             | 南葛             | 8                | 関東1部          | 0                | 0                | -                | -                | -                | -                | 0                | 0                |
| 通算             | 日本             | 日本             | J1               | 225              | 19               | 41               | 1                | 17               | 0                | 283              | 20               |
| 通算             | 日本             | 日本             | J2               | 48               | 1                | -                | -                | 3                | 0                | 51               | 1                |
| 通算             | 日本             | 日本             | J3               | 10               | 1                | -                | -                | -                | -                | 10               | 1                |
| 通算             | 日本             | 日本             | 関東1部          | 8                | 1                | -                | -                | -                | -                | 8                | 1                |
| 通算             | イングランド     | イングランド     | プレミア         | 66               | 4                | 7                | 1                | 6                | 1                | 79               | 6                |
| 通算             | イングランド     | イングランド     | FLC              | 17               | 0                | -                | -                | 2                | 0                | 19               | 0                |
| 通算             | トルコ           | トルコ           | スュペル・リグ   | 25               | 0                | 3                | 0                | -                | -                | 28               | 0                |
| 通算             | ドイツ           | ドイツ           | ブンデス1部      | 43               | 0                | -                | -                | 3                | 0                | 46               | 0                |
| 通算             | フランス         | フランス         | リーグ・アン     | 5                | 0                | 0                | 0                | 0                | 0                | 5                | 0                |
| 総通算           | 総通算           | 総通算           | 総通算           | 447              | 26               | 51               | 2                | 31               | 1                | 529              | 29               |

| 国際大会個人成績 | 国際大会個人成績 | 国際大会個人成績 | 国際大会個人成績 | 国際大会個人成績 | 国際大会個人成績 | 国際大会個人成績 |
| 年度             | クラブ           | 背番号           | 出場             | 得点             | 出場             | 得点             |
| UEFA             | UEFA             | UEFA             | UEFA EL          | UEFA EL          | UEFA CL          | UEFA CL          |
| ---------------- | ---------------- | ---------------- | ---------------- | ---------------- | ---------------- | ---------------- |
| 2001-02          | アーセナル       | 19               | -                | -                | 2                | 0                |
| 2002-03          | フラム           | 6                | 6                | 0                | -                | -                |
| 2006-07          | ガラタサライ     | 23               | -                | -                | 5                | 1                |
| AFC              | AFC              | AFC              | ACL              | ACL              | -                | -                |
| 2010             | 川崎             | 20               | 5                | 0                | -                | -                |
| 2014             | 川崎             | 20               | 3                | 0                | -                | -                |
| 通算             | UEFA             | UEFA             | 6                | 0                | 7                | 1                |
| 通算             | AFC              | AFC              | 8                | 0                | -                | -                |

- 1997年は2種登録選手
- その他、アーセナル時代の2001-02にプレミアリザーブリーグで12試合4得点。
- その他、フラム時代の2002-03にUEFAインタートトカップで4試合4得点。

出場歴
- 公式戦初出場 - 1997年3月8日 ヤマザキナビスコカップ予選リーグ第1節 vsコンサドーレ札幌（万博記念競技場）
- Jリーグ初出場 - 1997年4月12日 1st第1節 vsベルマーレ平塚（万博記念競技場）
- Jリーグ初得点 - 1997年4月19日 1st第3節 vs清水エスパルス（万博記念競技場）

## タイトル

### クラブ
アーセナルFC
- FAカップ：1回（2001-02）

フラムFC
- UEFAインタートトカップ：1回（2002年）

北海道コンサドーレ札幌
- J2リーグ：1回（2016年）

### 代表
日本代表
- AFCアジアカップ：1回（2000年）

### 個人
- JリーグオールスターサッカーMIP受賞：1999
- Jリーグ ベストイレブン：2000
- AFC（アジアサッカー連盟）月間最優秀選手賞受賞：2000
- AFC（アジアサッカー連盟）月間最優秀選手賞受賞：2002

## 代表歴
- 国際Aマッチ初出場 - 2000年2月5日 カールスバーグカップ vsメキシコ代表（香港スタジアム）
- 国際Aマッチ初得点 - 2001年7月4日 キリンカップサッカー2001 vsユーゴスラビア代表（大分スタジアム）
- 国際Aマッチ50試合出場 - 2004年6月1日 国際親善試合 vsイングランド代表（シティ・オブ・マンチェスター・スタジアム）

### 出場大会など
- 1995年 FIFA U-17世界選手権 エクアドル大会（グループリーグ敗退）
- 1999年 FIFAワールドユース ナイジェリア大会（準優勝）
- 2000年 シドニーオリンピック・サッカー（ベスト8）
- 2002年 FIFAワールドカップ 日本・韓国大会（ベスト16）
- 2006年 FIFAワールドカップ ドイツ大会（グループリーグ敗退）
- 2010年 FIFAワールドカップ 南アフリカ大会（ベスト16）

### 試合数
- 国際Aマッチ 82試合 5得点（2000年 - 2010年）[2]

| 日本代表 | 国際Aマッチ | 国際Aマッチ |
| 年       | 出場        | 得点        |
| -------- | ----------- | ----------- |
| 2000     | 14          | 0           |
| 2001     | 11          | 1           |
| 2002     | 10          | 2           |
| 2003     | 10          | 1           |
| 2004     | 6           | 0           |
| 2005     | 10          | 0           |
| 2006     | 4           | 0           |
| 2007     | 3           | 0           |
| 2008     | 2           | 0           |
| 2009     | 4           | 1           |
| 2010     | 8           | 0           |
| 通算     | 82          | 5           |

### 出場
| No. | 開催日         | 開催都市             | スタジアム                                         | 対戦相手                 | 結果        | 監督                 | 大会                                   |
| --- | -------------- | -------------------- | -------------------------------------------------- | ------------------------ | ----------- | -------------------- | -------------------------------------- |
| 1.  | 2000年02月05日 | 香港                 | 香港スタジアム                                     | メキシコ                 | ●0-1        | フィリップ・トルシエ | ルナ―・ニューイヤー・カップ2000        |
| 2.  | 2000年02月13日 | マカオ               | 澳門運動場                                         | シンガポール             | ○3-0        | フィリップ・トルシエ | AFCアジアカップ2000予選                |
| 3.  | 2000年02月16日 | マカオ               | 澳門運動場                                         | ブルネイ                 | ○9-0        | フィリップ・トルシエ | AFCアジアカップ2000予選                |
| 4.  | 2000年02月20日 | マカオ               | 澳門運動場                                         | マカオ                   | ○3-0        | フィリップ・トルシエ | AFCアジアカップ2000予選                |
| 5.  | 2000年03月15日 | 愛知県               | 神戸総合運動公園ユニバー記念競技場                 | 中華人民共和国           | △0-0        | フィリップ・トルシエ | キリンビバレッジ2000                   |
| 6.  | 2000年04月26日 | ソウル               | ソウルオリンピック主競技場                         | 韓国                     | ●0-1        | フィリップ・トルシエ | 国際親善試合                           |
| 7.  | 2000年06月04日 | カサブランカ         | スタッド・ムハンマド V                             | フランス                 | △2-2(PK2-4) | フィリップ・トルシエ | ハッサン2世杯2000                      |
| 8.  | 2000年06月11日 | 宮城県               | 宮城スタジアム                                     | スロバキア               | △1-1        | フィリップ・トルシエ | キリンカップサッカー2000               |
| 9.  | 2000年06月18日 | 神奈川県             | 横浜国際総合競技場                                 | ボリビア                 | ○2-0        | フィリップ・トルシエ | キリンカップサッカー2000               |
| 10. | 2000年08月16日 | 広島県               | 広島広域公園陸上競技場                             | アラブ首長国連邦         | ○3-1        | フィリップ・トルシエ | キリンチャレンジカップ2000             |
| 11. | 2000年10月14日 | サイダ               | サイダ国際スタジアム                               | サウジアラビア           | ○4-1        | フィリップ・トルシエ | AFCアジアカップ2000                    |
| 12. | 2000年10月17日 | サイダ               | サイダ国際スタジアム                               | ウズベキスタン           | ○8-1        | フィリップ・トルシエ | AFCアジアカップ2000                    |
| 13. | 2000年10月24日 | ベイルート           | カミール・シャムーン・スポーツ・シティ・スタジアム | イラク                   | ○4-1        | フィリップ・トルシエ | AFCアジアカップ2000                    |
| 14. | 2000年10月26日 | ベイルート           | カミール・シャムーン・スポーツ・シティ・スタジアム | 中華人民共和国           | ○3-2        | フィリップ・トルシエ | AFCアジアカップ2000                    |
| 15. | 2001年03月24日 | サンドニ             | スタッド・ド・フランス                             | フランス                 | ●0-5        | フィリップ・トルシエ | 国際親善試合                           |
| 16. | 2001年04月25日 | コルドバ             | エスタディオ・ヌエボ・アルカンヘル                 | スペイン                 | ●0-1        | フィリップ・トルシエ | 国際親善試合                           |
| 17. | 2001年05月31日 | 新潟県               | 新潟スタジアム                                     | カナダ                   | ○3-0        | フィリップ・トルシエ | FIFAコンフェデレーションズカップ2001   |
| 18. | 2001年06月02日 | 新潟県               | 新潟スタジアム                                     | カメルーン               | ○2-0        | フィリップ・トルシエ | FIFAコンフェデレーションズカップ2001   |
| 19. | 2001年06月07日 | 神奈川県             | 横浜国際総合競技場                                 | オーストラリア           | ○1-0        | フィリップ・トルシエ | FIFAコンフェデレーションズカップ2001   |
| 20. | 2001年06月10日 | 神奈川県             | 横浜国際総合競技場                                 | フランス                 | ●0-1        | フィリップ・トルシエ | FIFAコンフェデレーションズカップ2001   |
| 21. | 2001年07月01日 | 北海道               | 札幌ドーム                                         | パラグアイ               | ○2-0        | フィリップ・トルシエ | キリンカップサッカー2001               |
| 22. | 2001年07月04日 | 大分県               | 大分スポーツ公園総合競技場                         | ユーゴスラビア           | ○1-0        | フィリップ・トルシエ | キリンカップサッカー2001               |
| 23. | 2001年10月04日 | ランス               | スタッド・ドゥ・ランス                             | セネガル                 | ●0-2        | フィリップ・トルシエ | 国際親善試合                           |
| 24. | 2001年10月07日 | サウサンプトン       | セント・メリーズ・スタジアム                       | ナイジェリア             | △2-2        | フィリップ・トルシエ | 国際親善試合                           |
| 25. | 2001年11月07日 | 埼玉県               | 埼玉スタジアム2002                                 | イタリア                 | △1-1        | フィリップ・トルシエ | キリンチャレンジカップ2001             |
| 26. | 2002年03月27日 | ウッジ               | ビジェフスタジアム                                 | ポーランド               | ○2-0        | フィリップ・トルシエ | 国際親善試合                           |
| 27. | 2002年04月29日 | 東京都               | 国立霞ヶ丘競技場陸上競技場                         | スロバキア               | ○1-0        | フィリップ・トルシエ | キリンカップサッカー2001               |
| 28. | 2002年05月02日 | 兵庫県               | 御崎公園球技場                                     | ホンジュラス             | △3-3        | フィリップ・トルシエ | キリンカップサッカー2001               |
| 29. | 2002年05月14日 | オスロ               | ウレボールスタジアム                               | ノルウェー               | ●0-3        | フィリップ・トルシエ | 国際親善試合                           |
| 30. | 2002年05月25日 | 東京都               | 国立霞ヶ丘競技場陸上競技場                         | スウェーデン             | △1-1        | フィリップ・トルシエ | キリンチャレンジカップ2002             |
| 31. | 2002年06月04日 | 埼玉県               | 埼玉スタジアム2002                                 | ベルギー                 | △2-2        | フィリップ・トルシエ | 2002 FIFAワールドカップ                |
| 32. | 2002年06月09日 | 神奈川県             | 横浜国際総合競技場                                 | ロシア                   | ○1-0        | フィリップ・トルシエ | 2002 FIFAワールドカップ                |
| 33. | 2002年06月14日 | 大阪府               | 長居陸上競技場                                     | チュニジア               | ○2-0        | フィリップ・トルシエ | 2002 FIFAワールドカップ                |
| 34. | 2002年06月18日 | 宮城県               | 宮城スタジアム                                     | トルコ                   | ●0-1        | フィリップ・トルシエ | 2002 FIFAワールドカップ                |
| 35. | 2002年10月16日 | 東京都               | 国立霞ヶ丘競技場陸上競技場                         | ジャマイカ               | △1-1        | ジーコ               | キリンチャレンジカップ2002             |
| 36. | 2003年03月28日 | 東京都               | 国立霞ヶ丘競技場陸上競技場                         | ウルグアイ               | △2-2        | ジーコ               | 国際親善試合                           |
| 37. | 2003年05月31日 | 東京都               | 国立霞ヶ丘競技場陸上競技場                         | 韓国                     | ●0-1        | ジーコ               | 国際親善試合                           |
| 38. | 2003年06月08日 | 大阪府               | 長居陸上競技場                                     | アルゼンチン             | ●1-4        | ジーコ               | キリンカップサッカー2003               |
| 39. | 2003年06月18日 | サンドニ             | スタッド・ド・フランス                             | ニュージーランド         | ○3-0        | ジーコ               | FIFAコンフェデレーションカップ2003     |
| 40. | 2003年06月20日 | サンテティエンヌ     | スタッド・ジェフロワ＝ギシャール                   | フランス                 | ●1-2        | ジーコ               | FIFAコンフェデレーションカップ2003     |
| 41. | 2003年08月20日 | 東京都               | 国立霞ヶ丘競技場陸上競技場                         | ナイジェリア             | ○3-0        | ジーコ               | キリンチャレンジカップ2003             |
| 42. | 2003年09月10日 | 新潟県               | 新潟スタジアム                                     | セネガル                 | ●0-1        | ジーコ               | キリンチャレンジカップ2003             |
| 43. | 2003年10月08日 | チュニス             | チュニスオリンピックスタジアム                     | チュニジア               | ○1-0        | ジーコ               | 国際親善試合                           |
| 44. | 2003年10月11日 | ブカレスト           | ディナモ・スタジアム                               | ルーマニア               | △1-1        | ジーコ               | 国際親善試合                           |
| 45. | 2003年11月19日 | 大分県               | 大分スポーツ公園総合競技場                         | カメルーン               | △0-0        | ジーコ               | キリンチャレンジカップ2003             |
| 46. | 2004年02月18日 | 埼玉県               | 埼玉スタジアム2002                                 | オマーン                 | ○1-0        | ジーコ               | 2006 FIFAワールドカップ・アジア1次予選 |
| 47. | 2004年03月31日 | シンガポール         | ジャラン・ベサール・スタジアム                     | シンガポール             | ○2-1        | ジーコ               | 2006 FIFAワールドカップ・アジア1次予選 |
| 48. | 2004年04月28日 | プラハ               | レトナ・スタジアム                                 | チェコ                   | ○1-0        | ジーコ               | 国際親善試合                           |
| 49. | 2004年05月30日 | マンチェスター       | シティ・オブ・マンチェスター・スタジアム           | アイスランド             | ○3-2        | ジーコ               | 国際親善試合                           |
| 50. | 2004年06月01日 | マンチェスター       | シティ・オブ・マンチェスター・スタジアム           | イングランド             | △1-1        | ジーコ               | 国際親善試合                           |
| 51. | 2004年12月16日 | 神奈川県             | 横浜国際総合競技場                                 | ドイツ                   | ●0-3        | ジーコ               | キリンチャレンジカップ2004             |
| 52. | 2005年03月30日 | 埼玉県               | 埼玉スタジアム2002                                 | バーレーン               | ○1-0        | ジーコ               | 2006 FIFAワールドカップ・アジア2次予選 |
| 53. | 2005年05月22日 | 新潟県               | 新潟スタジアム                                     | ペルー                   | ●0-1        | ジーコ               | キリンカップサッカー2005               |
| 54. | 2005年05月27日 | 東京都               | 国立霞ヶ丘競技場陸上競技場                         | アラブ首長国連邦         | ●0-1        | ジーコ               | キリンカップサッカー2005               |
| 55. | 2005年06月03日 | マナーマ             | バーレーン・ナショナル・スタジアム                 | バーレーン               | ○1-0        | ジーコ               | 2006 FIFAワールドカップ・アジア2次予選 |
| 56. | 2005年06月08日 | バンコク             | スパチャラサイ国立競技場                           | 北朝鮮                   | ○2-0        | ジーコ               | 2006 FIFAワールドカップ・アジア2次予選 |
| 57. | 2005年06月16日 | ハノーファー         | AWDアレーナ                                        | メキシコ                 | ●1-2        | ジーコ               | FIFAコンフェデレーションズカップ2005   |
| 58. | 2005年09月07日 | 宮城県               | 宮城スタジアム                                     | ホンジュラス             | ○5-4        | ジーコ               | キリンチャレンジカップ2005             |
| 59. | 2005年10月08日 | リガ                 | スコント・スタディオン                             | ラトビア                 | △2-2        | ジーコ               | 国際親善試合                           |
| 60. | 2005年10月12日 | キエフ               | オリンピスキ・スタジアム                           | ウクライナ               | ●0-1        | ジーコ               | 国際親善試合                           |
| 61. | 2005年11月16日 | 東京都               | 国立霞ヶ丘競技場陸上競技場                         | アンゴラ                 | ○1-0        | ジーコ               | キリンチャレンジカップ2005             |
| 62. | 2006年02月28日 | ドルトムント         | ヴェストファーレンシュタディオン                   | ボスニア・ヘルツェゴビナ | △2-2        | ジーコ               | 国際親善試合                           |
| 63. | 2006年06月04日 | デュッセルドルフ     | エスプリ・アレーナ                                 | マルタ                   | ○1-0        | ジーコ               | 国際親善試合                           |
| 64. | 2006年06月18日 | ニュルンベルク       | フランケンシュタディオン                           | クロアチア               | △0-0        | ジーコ               | 2006 FIFAワールドカップ                |
| 65. | 2006年06月22日 | ドルトムント         | FIFAワールドカップスタジアム・ドルトムント         | ブラジル                 | ●1-4        | ジーコ               | 2006 FIFAワールドカップ                |
| 66. | 2007年06月05日 | 埼玉県               | 埼玉スタジアム2002                                 | コロンビア               | △0-0        | イビチャ・オシム     | キリンカップサッカー2007               |
| 67. | 2007年09月07日 | クラーゲンフルト     | ヴェルターゼー・シュターディオン                   | オーストリア             | △0-0(PK3-4) | イビチャ・オシム     | 3大陸トーナメント                      |
| 68. | 2007年09月11日 | クラーゲンフルト     | ヴェルターゼー・シュターディオン                   | スイス                   | ○4-3        | イビチャ・オシム     | 3大陸トーナメント                      |
| 69. | 2008年10月09日 | 新潟県               | 新潟スタジアム                                     | アラブ首長国連邦         | △1-1        | 岡田武史             | キリンチャレンジカップ2008             |
| 70. | 2008年10月15日 | 埼玉県               | 埼玉スタジアム2002                                 | ウズベキスタン           | △1-1        | 岡田武史             | 2010 FIFAワールドカップ・アジア4次予選 |
| 71. | 2009年01月28日 | マナーマ             | バーレーン・ナショナル・スタジアム                 | バーレーン               | ●0-1        | 岡田武史             | AFCアジアカップ2011・最終予選          |
| 72. | 2009年09月09日 | ユトレヒト           | スタディオン・ハルヘンワールト                     | ガーナ                   | ○4-3        | 岡田武史             | 国際親善試合                           |
| 73. | 2009年10月10日 | 神奈川県             | 横浜国際総合競技場                                 | スコットランド           | ○2-0        | 岡田武史             | キリンチャレンジカップ2009             |
| 74. | 2009年11月14日 | ポート・エリザベス   | ネルソン・マンデラ・ベイ・スタジアム               | 南アフリカ共和国         | △0-0        | 岡田武史             | 国際親善試合                           |
| 75. | 2010年02月02日 | 大分県               | 大分スポーツ公園総合競技場                         | ベネズエラ               | △0-0        | 岡田武史             | キリンチャレンジカップ2010             |
| 76. | 2010年02月06日 | 東京都               | 東京スタジアム                                     | 中華人民共和国           | △0-0        | 岡田武史             | 東アジアサッカー選手権2010             |
| 77. | 2010年02月11日 | 東京都               | 国立霞ヶ丘競技場陸上競技場                         | 香港                     | ○3-0        | 岡田武史             | 東アジアサッカー選手権2010             |
| 78. | 2010年02月14日 | 東京都               | 国立霞ヶ丘競技場陸上競技場                         | 韓国                     | ●1-3        | 岡田武史             | 東アジアサッカー選手権2010             |
| 79. | 2010年04月07日 | 大阪府               | 長居陸上競技場                                     | セルビア                 | ●0-3        | 岡田武史             | キリンチャレンジカップ2010             |
| 80. | 2010年06月04日 | シオン               | スタッド・ドゥ・トゥールビヨン                     | コートジボワール         | ●0-2        | 岡田武史             | 国際親善試合                           |
| 81. | 2010年06月14日 | ブルームフォンテーン | フリーステイト・スタジアム                         | カメルーン               | ○1-0        | 岡田武史             | 2010 FIFAワールドカップ                |
| 82. | 2010年06月24日 | ルステンブルク       | ロイヤル・バフォケン・スタジアム                   | デンマーク               | ○3-1        | 岡田武史             | 2010 FIFAワールドカップ                |

### ゴール
| No. | 開催年月日    | 開催地     | スタジアム                 | 対戦国         | 結果 | 試合概要                 |
| --- | ------------- | ---------- | -------------------------- | -------------- | ---- | ------------------------ |
| 1.  | 2001年7月4日  | 大分       | 大分スポーツ公園総合競技場 | ユーゴスラビア | ○1-0 | キリンカップサッカー2001 |
| 2.  | 2002年6月4日  | さいたま   | 埼玉スタジアム2002         | ベルギー       | △2-2 | 2002 FIFAワールドカップ  |
| 3.  | 2002年6月9日  | 横浜       | 横浜国際総合競技場         | ロシア         | ○1-0 | 2002 FIFAワールドカップ  |
| 4.  | 2003年3月28日 | 新宿       | 国立霞ヶ丘競技場陸上競技場 | ウルグアイ     | △2-2 | 国際親善試合             |
| 5.  | 2009年9月9日  | ユトレヒト | デ・フロルーシュ・フェステ | ガーナ         | ○4-3 | 国際親善試合             |

## 指導歴
- 2024年  南葛SC コーチ (選手兼任)
- 2025年 -  川崎フロンターレU-18 コーチ

## 出演

### CM
- スカイパーフェクTV!「決めてくれ-!スカパー! キャンペーン」（2002年） - 中田英寿、小野伸二との共演
- キリン「麒麟淡麗 生」（2003年）
- ナイキ
  - 「NIKE FREESTYLE "stickman"」（2003年） - ロナウジーニョとの共演
  - 「NIKE BUKATSU」（2005年）
- スズキ「スイフト ZC／ZD型」（2004年 - ）
- 明治製菓「ザバスコンディショニングウォーター」 （2004年 - 2005年）
- シュガーレディ（2006年） - 中村俊輔との共演

## 出版物
書籍
- 「稲本潤一 1979‐2002」 佐藤 俊 (著) 文藝春秋 単行本 – 2002/9/27 ISBN 4163589600
- 「稲本潤一足跡」 稲本潤一担当記者グループ (編集) ラインブックス (2002/08) ISBN 4898091059
- 「海を渡ったヒーローたち ―中村俊輔・稲本潤一・小野伸二・中田英寿」 本郷 陽二 (編集)  汐文社 (2003/08) ISBN 4811376544
- 「イナ!稲本潤一 ―稲本潤一コンプリートブック」 (Shogakukan sports special) ムック 小学館 (2002/03) ISBN 4091023495
- 「黄金のカルテット 稲本潤一物語」 本郷 陽二 (編集) 汐文社 (2003/04) ISBN 4811376455
- 「イナゴール!!―隆行、モリシ… ゴールネットを揺らした蒼き軌跡」 12th players (著) アートブック本の森 (2002/07) ISBN 4774706000
- 「黄金世代 ―99年ワールドユース準優勝と日本サッカーの10年 (SJ sports) 」 元川 悦子 (著)  スキージャーナル (2009/09) ISBN 4789900738 ※インタビュー

映像
- 「稲本潤一 ライジング」（出演） [VHS]  ポニーキャニオン 2000/03/17 ASIN B00005FV9Q